# هواسا
آن هه‌جین (به انگلیسی: Ahn Hye-jin) (زاده ۲۳ ژوئیه ۱۹۹۵) که با نام هنری هواسا (به انگلیسی: Hwasa) شناخته شده است خواننده و رپر عضو گروه مامامو است. وی در ژوئن ۲۰۱۴ به عنوان عضوی از گروه دخترانه مامامو حضور یافت. در فوریه ۲۰۱۹، هواسا اولین بار به عنوان یک هنرمند انفرادی با تک آهنگ دیجیتال، "Twit"، که در نوشتن و آهنگسازی شرکت کرد، حضور داشت. این آهنگ با موفقیت تجاری روبرو شد و در جدول فروش آهنگ دیجیتال Billboard World برای هفته ۲ مارس ۲۰۱۹ در جایگاه سوم قرار گرفت.
او نخستین مینی البوم خود را با نام María (به کره ای: 마리아) (به فارسی: ماریا) در تاریخ ۲۹ ژوئن ۲۰۲۰ منتشر کرد، این آلبوم توسط هواسا در کنار پارک وو سانگ و سایر تهیه کنندگان انحصاری نوشته و تهیه شده است، او اظهار داشت که این آلبوم "مانند یک دفتر خاطرات است، که حاوی احساسات او به عنوان یک جوان 24 ساله است. اهنگ تایتل این البوم یعنی ماریا (María) یکی از پرطرفدار ترین اهنگ ها در کره جنوبی شناخته شده است و معروفیت زیادی کسب کرده است.
هواسا دومین سینگل البوم خود را با نام Guilty Pleasure (به فارسی: لذت گناهکار) در تاریخ ۲۴ نوامبر ۲۰۲۱ منتشر کرد، ترک تایتل این البوم I'm a 빛 (به انگلیسی: I'm a b) (به فارسی: من نور هستم) در کره جنوبی افتخارات زیادی کسب کرد، عنوان کره ای این آهنگ بازی با کلمه "빛" است زیرا به عنوان "نور" ترجمه می شود، اما هنگام تلفظ مانند کلمه bi*ch است در مورد معنای لغوی این کلمه، هواسا خود را نور زندگی خود می داند.